# Rutilus rubilio
Rutilus rubilio är en fiskart som först beskrevs av Charles Lucien Bonaparte, 1837.  Rutilus rubilio ingår i släktet Rutilus och familjen karpfiskar. Inga underarter finns listade i Catalogue of Life.
Arten förekommer ursprunglig i Italien ungefär från Genua till landets centrala delar. Den introducerades längre söderut och på Sicilien. Fisken vistas främst i vattendrag men den besöker ibland insjöar. Fortplantningen sker mellan mars och juli.
Några populationer försvann på grund av konkurrensen med den introducerade sarven. Det uppskattas att hela populationen minskade med 30 procent under de senaste tre generationer (räknad från 2006). IUCN kategoriserar arten globalt som nära hotad.